# Sitios de memoria en la Argentina
Se denomina Sitios de Memoria a los lugares que funcionaron como centros clandestinos de detención o que fueron utilizados para ejecutar el terrorismo de Estado por parte de la última dictadura cívico-militar (1976-1983) en la Argentina y fueron reacondicionados o señalizados como memoriales recordatorios de los crímenes cometidos en ese período. En estos sitios permanecieron secuestradas y fueron torturadas, asesinadas y/o desaparecidas guerrilleros y personas perseguidas por razones políticas.

## Comprensión
Más de 600 lugares fueron utilizados por la última dictadura cívico militar (1976-1983) de Argentina para el secuestro, la tortura, el asesinato y la desaparición forzada de guerrilleros y personas perseguidas por su militancia política, social y sindical y para la instalación del terror en todo el país, según la nómina oficial producida por el Registro Unificado de Víctimas del Terrorismo de Estado (RUVTE), dependiente de la Unidad de Investigación de la Secretaría de Derechos Humanos.
El Estado también fue responsable de los fusilamientos masivos de peones rurales de 1921 y 1922 en Santa Cruz, y de la masacre de presos políticos de agosto de 1972 en Trelew, entre otros crímenes que son recordados y visibilizados como sitios de memoria.
En sentido más amplio, el concepto de sitio de memoria alude a todos los lugares utilizados para la planificación o ejecución de crímenes por parte del Estado (en general, dependencias militares, policiales, sitios donde se cometieron masacres, lugares de enterramientos clandestinos de personas detenidas-desaparecidas) en períodos históricos con eje en el terrorismo de Estado.

## Ley de preservación y señalización de sitios de memoria
La Ley N° 26.691 declara "Sitios de Memoria del Terrorismo de Estado" a los lugares que funcionaron como centros clandestinos de detención, tortura y exterminio o donde sucedieron hechos emblemáticos del accionar de la represión ilegal desarrollada en el país hasta el 10 de diciembre de 1983.
Esta ley garantiza la preservación, señalización y difusión de los sitios de memoria por su valor testimonial y por su aporte a las investigaciones judiciales relacionadas con crímenes de lesa humanidad. Sancionada en 2011, la ley institucionalizar las políticas en la materia que el Estado Argentino comenzó a desarrollar desde el año 2003. La autoridad de aplicación de la ley es la Secretaría de Derechos Humanos de la Nación, a través de la Dirección Nacional de Sitios de Memoria, creada por Decreto presidencial N° 1986/2014, que reglamentó la Ley N° 26.691.

## Descripción de los sitios
La mayor parte de los Sitios de Memoria que funcionaron como lugares de detención clandestina de personas durante la última dictadura cívico-militar (más de 600 a la fecha, según la nómina oficial del Registro Unificado de Víctimas dependiente de la Secretaría de Derechos Humanos de la Nación) 1 se encuentran en predios que pertenecen a las fuerzas armadas y de seguridad federales o provinciales, aunque algunos se encuentran en predios privados.
Algunos de estos sitios fueron reconvertidos en espacios (a los que denominamos Espacios de Memoria) en los que se llevan adelante de modo permanente actividades de memoria, investigación, educación y promoción de derechos, como los ex centros clandestinos de detención ESMA y “Olimpo” en la ciudad de Buenos Aires, “Mansión Seré” en Morón, provincia de Buenos Aires, y la D- 2, “La Perla” y el Campo de la Ribera en la provincia de Córdoba, y Brigada de Investigaciones de Resistencia, Chaco, entre otros.
Existen 34 Espacios de Memoria en todo el país, no sólo en lugares vinculados con la represión ilegal sino también en ámbitos de la militancia, el compromiso político y la vida cotidiana de los detenidos desaparecidos, como el Museo Casa Haroldo Conti, en el Tigre, y la Casa de la Memoria y la Resistencia Jorge “Nono” Lizaso, que fuera en los años ’70 la Unidad Básica “Combatientes Peronistas”, en Vicente López, provincia de Buenos Aires.

## Red Federal de Sitios de Memoria
La Red Federal de Sitios de Memoria (ReFAM) es un organismo interjurisdiccional que articula la gestión de políticas públicas de memoria entre el Poder Ejecutivo Nacional y las áreas estatales de derechos humanos de las provincias y municipios, con eje en las iniciativas de investigación, educación y comunicación que se llevan adelante en los ex centros clandestinos de detención y otros sitios de memoria del terrorismo de Estado.
La coordinación general de la Red está a cargo de la Dirección Nacional de Sitios de Memoria, que funciona en el Espacio Memoria y Derechos Humanos (ex ESMA) y depende de la Secretaría de Derechos Humanos de la Nación.

## Red de Sitios de Memoria Latinoamericanos y Caribeños
Algunos sitios de memoria de la Argentina forman parte de la Red de Sitios de Memoria Latinoamericanos y Caribeños (RESLAC). Esta última se describe como una red que "trabajan en la recuperación y construcción de las memorias colectivas acerca de las graves violaciones a los derechos humanos y las resistencias, ocurridas en la región durante el pasado reciente, en periodos de terrorismo de Estado, conflicto armado interno y altos niveles de impunidad, con el objetivo de promover la democracia y las garantías de no repetición." La RESLAC está conformada por sitios físicos, organizaciones o coaliciones de estas, que promueven la memoria, la democracia y los DDHH. 
Los sitios de memoria de la Argentina, adscritos a la RESLAC, son:
- Archivo Provincial de la Memoria de Córdoba, Córdoba.
- Museo de la Memoria de Rosario, Rosario.
- Museo Sitio de Memoria ESMA, Buenos Aires.
- Parque de la Memoria, Buenos Aires.
- Espacio para la Memoria Ex CDD "Club Atlético", Buenos Aires.
- Espacio para la Memoria y la Promoción de los DDHH Ex Centro Clandestino de Detención, Tortura y Exterminio "Olimpo", Buenos Aires.
- Memoria Abierta.
- Comisión Vesubio y Puente 12.
- Faro de la Memoria, Mar del Plata.
- Centro Cultural por la Memoria de Trelew, Chubut.